# 7-es busz (Kaposvár)
A kaposvári 7-es busz a Belváros és Kaposszentjakab, Várdomb között közlekedik. Ez Kaposvár egyik legforgalmasabb buszjárata. A buszvonalat a Kaposvári Közlekedési Zrt. üzemelteti.

## Útvonal
A táblázatban az autóbusz-állomásról induló irány látható.
| Útvonal                |
| ---------------------- |
| Helyi autóbusz-állomás |
| Fő utca                |
| Pécsi út               |

## Megállóhelyek
A táblázatban a megállók az állomásról induló irány szerint vannak felsorolva.
| Megálló                  | Össz. km (oda) | Össz. idő (oda) | Össz. km (vissza) | Össz. idő (vissza) | Átszállási lehetőség                                                         | A közelben található |
| ------------------------ | -------------- | --------------- | ----------------- | ------------------ | ---------------------------------------------------------------------------- | --- |
| Helyi autóbusz-állomás   | 0              | 0               | 5                 | 15                 | 1, 3, 4, 5, 6, 8, 8B, 8E, 8Y, 9, 10, 11, 11Y, 12, 13, 14, 15, 18, 31, 81, 91 | Polgármesteri Hivatal, Járási Hivatal, Szivárvány Kultúrpalota, Corso Bevásárlóközpont, Retro Club, Somogy Áruház, Rippl-Rónai Múzeum, Somogy Megyei Levéltár, Somogy Megyei Önkormányzat, Távolsági autóbusz-állomás, Rendelőintézet, Szarvas Üzletház, Vasútállomás |
| Vasútállomás             | 0,7            | 2               | -                 | -                  | 6, 8, 8B, 8E, 8Y, 9, 10, 18, 81, 91                                          | Vasútállomás, Posta, Csiky Gergely Színház, TIT, Magyar Államkincstár, SZÜV-székház, Somogyterv Irodaház, KSH, Nagypiac |
| Fő u. 48.                | 1,2            | 4               | -                 | -                  | 8, 8B, 8E, 8Y, 9, 18, 81, 91 Tallián Gy. u. 4.: 10                           | Kodály Zoltán Központi Általános Iskola; Munkaügyi Központ; Kereskedelmi és Iparkamara; Dél-Dunántúli Regionális Fejlesztési Ügynökség; Zichy Mihály Iparművészeti, Ruhaipari Szakképző Iskola és Kollégium |
| Fő u. 37-39.             | -              | -               | 4,4               | 11                 | 8, 8B, 8E, 8Y, 9, 18, 91 Széchenyi tér: 10, 12, 81                           | Kaposvári Ruhagyár Rt. egykori épülete, Kodály Zoltán Központi Általános Iskola, Munkaügyi Központ, Hotel Dorottya****, Corso Étterem, OTP Igazgatóság, Somogy Megyei Kormányhivatal, Somogy TV, Magyar Nemzeti Bank egykori székháza, Bevándorlási és Állampolgársági Hivatal, Táncsics Mihály Gimnázium, Főposta (Postapalota), Országos Egészségbiztosítási Pénztár, Óvoda, Agóra - Együd Árpád Kulturális Központ, Takáts Gyula Megyei és Városi Könyvtár |
| Hársfa utca              | 1,5            | 5               | 4                 | 10                 | 8, 8B, 8E, 8Y, 9, 18, 81, 91                                                 | Kaposi Mór Oktató Kórház, Kaposvári Nyomda, Rippl-Rónai József Közlekedési Szakképző Iskola és Kollégium |
| Hősök temploma           | 2,1            | 6               | 3,3               | 9                  | 8, 8B, 8E, 8Y, 18, 27, 81, 91                                                | Hősök temploma, Keleti temető, Zsidó temető, Rákóczi Stadion, Kaposvári malom, Kaposvári cukorgyár, ÉDOSZ Művelődési Ház, Orvosi rendelők, Óvoda, Posta, Delta udvar |
| Gyár utca                | 2,5            | 7               | 3                 | 8                  |                                                                              | Kaposvári cukorgyár |
| Pécsi úti iskola         | 2,8            | 9               | 2,6               | 6                  | 27                                                                           | Pécsi Úti Általános Iskola, Kométa húskombinát, Kaposszentjakab vasútállomás |
| Nádasdi utca             | 3,4            | 10              | 2,2               | 5                  |                                                                              | Egészségház, Ivánfahegy |
| Móricz Zsigmond utca     | 4,2            | 12              | 1,3               | 3                  |                                                                              | Móricz Zsigmond Művelődési Ház, Könyvtár, Óvoda, Harangláb |
| Pécsi út 227.            | 4,9            | 13              | 0,7               | 2                  |                                                                              | |
| Várhegy feljáró          | 5,3            | 14              | 0,3               | 1                  |                                                                              | Várdomb, Kaposszentjakabi Bencés Apátság |
| Kaposszentjakab, forduló | 5,6            | 15              | 0                 | 0                  |                                                                              | Várdomb, Kaposszentjakabi Bencés Apátság |

## Betétjáratok

### o7
A járat a Hold utca érintésével közlekedik. Menetidő: + 5 perc, + 2,4 km. Régen a 17-es busz járt erre.

### 7A
A járat a Kométa forduló érintésével közlekedik. Menetidő: + 2 perc, + 1 km. Régen az önálló 7A jelzésű busz járt erre.

## Menetrend
- Aktuális menetrend Archiválva 2013. november 14-i dátummal a Wayback Machine-ben
- Útvonaltervező[halott link]